# Purus-Zwergschilderwels
Der Purus-Zwergschilderwels (Peckoltia brevis) ist eine Fischart aus der Familie der Harnischwelse. Der deutsche Name weist bereits auf die Beheimatung im brasilianischen Amazonasnebenfluss Rio Purus hin. Diese Fischart kommt ebenso im Einzugsgebiet des Río Ucayali in Peru vor.

## Merkmale
Diese kleinbleibende Harnischwelsart wird bis zu zwölf Zentimeter lang. Der Körper ist dabei hellbraun mit schwarzen Punkten im Kopfbereich und schwarzen Streifen über den gesamten Körperbereich. Das Streifenmuster tritt besonders an den Flossen hervor. Männchen entwickeln an den vorderen Brustflossen und im hinteren Körperbereich borstenartige Odontoden. Weibchen haben außerdem einen etwas größeren Körperumfang und sind etwas dunkler gefärbt.

## Lebensweise
Dieser friedliche, omnivore Harnischwels zeigt zwar territoriales aber kein aggressives Verhalten. Der Fisch ist ein Höhlenbrüter. Im Aquarium sollte die Wassertemperatur etwa 22–26 Grad betragen und der pH-Wert zwischen 5,8 und 7,8 liegen.

## Benennung
Die Art wurde 1935 von La Monte beschrieben. Der wissenschaftliche Name Peckoltia brevis erinnert an Gustavo Peckolt, Mitglied der naturhistorischen Kommission von Rondon. Der Zusatz brevis (lateinisch für „kurz“ oder „klein“) beschreibt die kurze Körperform. In der Aquaristik wurde die Art 2004 mit der Bezeichnung LDA78 eingeführt.

## Ähnliche Arten
Die wissenschaftlich unbeschriebene Art Peckoltia sp. L205, ist bis auf die Ausdehnung der Punktierung im Kopfbereich, sehr ähnlich. 